# World of Warcraft: The Burning Crusade
World of Warcraft: The Burning Crusade (World of Warcraft: La Croada Ardent) és la primera expansió del MMORPG World of Warcraft.

## Novetats i millores
- S'afegeixen dues noves races: Elfs de sang en l'Horda i Draenei en l'Aliança.
- Augmenta el límit de nivell a 70.
- Nova professió "joieria", que permet la creacio de pedres tallades i galimaties incrustats.
- Noves armadures com el conjunt d'armadures de grau 6.
- Un nou continent anomenat Terrallende per a jugadors amb nivells compresos entre 58-70 amb zones com la Península del Foc Infernal, Aiguamolls de Zangar, Vall Sombreslluna, etc.
- Una nova ciutat neutral anomenada Shattraht.
- Noves masmorres com El Castell de la Tempesta, Forns de la Sang i Temple Fosc. En aquest últim els jugadors s'enfrontaran a Illidan El Fariseu.
- Millores en el PvP com una regió de Terrallenllà anomenada Nagran en la qual es pot conquerir per a ambdues faccions el poblat de Halaa.
- Un nou camp de batalla o battlegrounds anomenat L'Ull del Llampec per a jugadors de nivell 61 o superior.
- Arenas en les quals es podrà lluitar per aconseguir importants premis com armadures i armes.

Altres:
- Millores en els gràfics un important augment de gràfica dona vitalitat al nou món.
- Noves habilitats Entre les quals destaquen: Punxa de gel, el tret ferm, totams d'elements i la sembra de la corrupció entre d'altres.
- Més talent Augment dels arbres de talents incloenti: el guardia Dolent, l'alè de foc, el cop del croat, l'escut curatiu entre molts altres.